# 慈恩寺乡
慈恩寺乡，是中华人民共和国辽宁省沈阳市法库县下辖的一个乡镇级行政单位。

## 行政区划
慈恩寺乡下辖以下地区：
喇嘛荒村、褚家窝堡村、赵家窝堡村、边家窝堡村、王义官屯村、五家子村、慈恩寺村、刘家窝堡村、任家窝堡村、汪家沟村、一统沟村和汪户屯村。